# William C. Gibbs

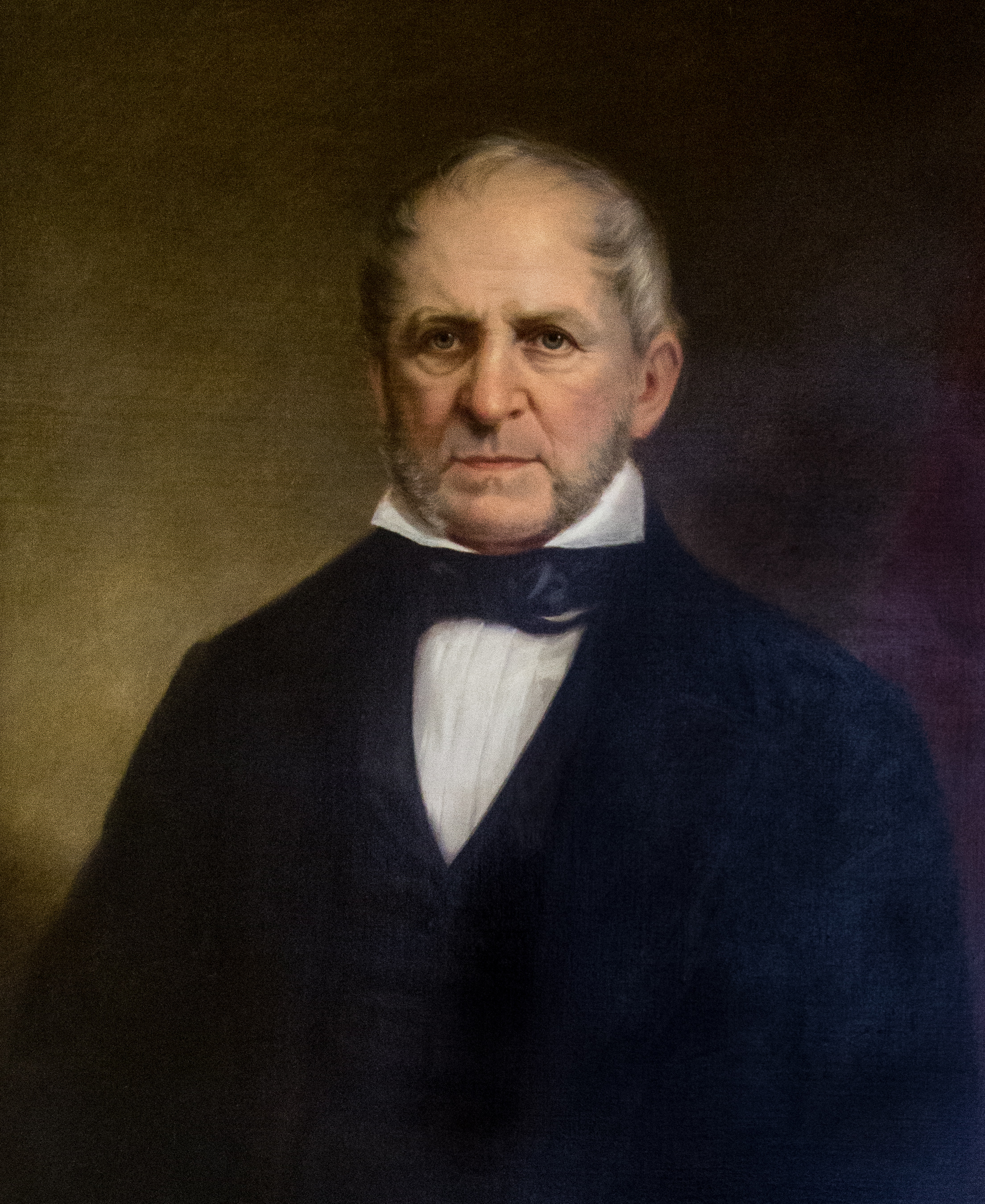
William C. Gibbs.

William Channing Gibbs, född 10 februari 1789, död 24 februari 1871, var en amerikansk militär och politiker och guvernör i Rhode Island från 1821 till 1824.

## Tidigt liv
Gibbs föddes i Newport, Rhode Island, som son till George Gibbs och Mary Channing. Han tjänstgjorde i Rhode Islands milis och steg i graderna till generalmajor.
Han var gift med Mary Kane, som han hade tio barn med. En dotter, Sarah Gibbs, gifte sig med marinofficeren Robert Means Thompson.

## Politisk karriär
Gibbs var ledamot av Rhode Islands parlament från 1816 till 1820. Han efterträdde Nehemiah R. Knight som guvernör den 2 maj 1821 och satt till den 5 maj 1824. Han efterträddes av James Fenner.
Under de tre mandatperioderna som han var guvernör, hade valsedeln frågan om att utöka rösträtten, men väljarna röstade ned den varje gång. Under hans sista mandatperiod skrev ett konstitutionellt konvent ett dokument om felaktigheter i rösträtten, men väljarna accepterade ändå inga ändringar i delstatens grundlag.